# Хлороформ
Хлорофо́рм (англ. chloroform) — прозора, безбарвна, важча за воду летка рідина з характерним солодким запахом.

## Історія

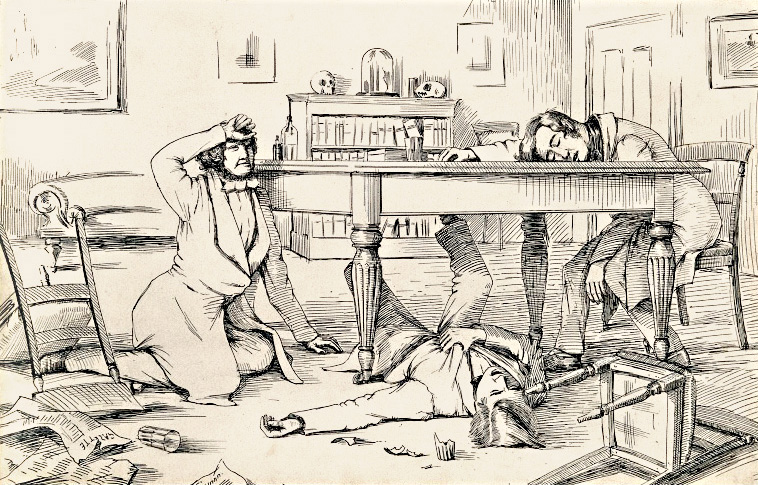
Карикатура: Вплив хлороформу на Джеймса Янга Сімпсона та його друзів

Хлороформ уперше отримано в 1831 році американцем Сем'юелем Гатрі, німцем Юстусом Лібігом та французом Ейженом Субейраном незалежно один від одного. Оскільки Гатрі був першим, хто описав цю сполуку, він фактично вважається її відкривачем. Фізичні й хімічні властивості хлороформу, а також його молекулярну формулу («C4H2Cl6» або C2H2Cl6) вперше описав Жан-Батист Дюма в 1834 році. Саме Дюма дав цій сполуці, що Лібіг назвав «хлорованим вуглецем» назву «хлороформ». У 1842 р. британський лікар Роберт Мортімер Гловер, а в 1847 р. французький фізіолог Марі Жан П'єр Флоренс і шотландський лікар й акушер Джеймс Янг Сімпсон за результатами експерименту над тваринами визнали наркозні властивості хлороформу. А вже через рік, завдяки Сімпсону, хлороформ використовувався поруч із етером при полегшенні пологових болів. Друг Сімпсона, хірург і хімік Девід Уолді, ймовірно, був першим, хто запропонував застосування хлороформу для хірургічної анестезії.
До речі, акушерську хлороформну анестезію критикувала англіканська церква. Багато священнослужителів вважали, що пологовий біль — справедливе покарання за гріх Єви, тобто Божа воля. Великим проривом було застосування хлороформу до королеви Вікторії (тобто, голови англіканської церкви), коли вона народжувала свою восьму дитину. Нарешті, у 1853 році анестезія «à la reine» («королевська») стала найпоширенішою анестезією в Європі. Лише у 1890 р. через небажані побічні ефекти із частими смертельними наслідками хлороформної анестезії.

## Отримання
Вперше хлороформ було отримано дією хлорного вапна на ацетон у присутності сірчаної кислоти:
{\displaystyle {\ce {2CH3COCH3 + 6CaOCl2*H2O -> 2CHCl3 + (CH3CO2)2Ca + 2Ca(OH)2 + 3CaCl2 \ + 6H2O}}}
Сучасний промисловий метод отримання хлороформу полягає у поступовому хлоруванні метану при 400-500 °С:
{\displaystyle ~\mathrm {CH_{4}+Cl_{2}\longrightarrow \ CH_{3}Cl+HCl} } ΔrG = -106,9 кДж/моль
{\displaystyle ~\mathrm {CH_{3}Cl+Cl_{2}\longrightarrow \ CH_{2}Cl_{2}+HCl} } ΔrG = -102,2 кДж/моль
{\displaystyle ~\mathrm {CH_{2}Cl_{2}+Cl_{2}\longrightarrow \ CHCl_{3}+HCl} } ΔrG = -96,4 кДж/моль
{\displaystyle ~\mathrm {CHCl_{3}+Cl_{2}\longrightarrow \ CCl_{4}+HCl} } ΔrG = -78,7 кДж/моль
Отримані продукти розділяються шляхом дистиляції.
У лабораторії хлороформ можна отримати за допомогою галоформної реакції (взаємодією ацетона з гіпохлоритом натрію, хлороформ збирається знизу):
{\displaystyle {\ce {CH3C(O)CH3 \ + 3NaOCl -> CHCl3 \ + CH3COONa \ + 2 NaOH}}}
Хлороформ також утворюється при декарбоксилюванні трихлороцтової кислоти, яке проходить при її нагріванні з лугами або амінами:
{\displaystyle Cl_{3}C\!-\!CO_{2}H\quad {\xrightarrow[{OH^{-}/R_{3}N}]{\Delta }}\quad Cl_{3}CH\ +\ CO_{2}}

## Властивості

### Фізичні властивості
Хлороформ — безбарвна, негорюча, летка рідина з солодкуватим запахом. Він має більшу густину, ніж вода, ці дві рідини лише слабко змішуються. З підвищенням температури розчинність хлороформу у воді зменшується; у той же час розчинність води в хлороформі збільшується.
| Розчинності хлороформу й води один в одному |        |        |        |        |        |        |        |
| Температура / °C)                           | 0      | 9,5    | 19,6   | 29,5   | 39,3   | 49,2   | 59,2   |
| Хлороформ у воді (масова частка / %)        | 1,02   | 0,93   | 0,82   | 0,79   | 0,74   | 0,77   | 0,79   |
| Вода у хлороформі (масова частка / %)       | 0,0365 | 0,0527 | 0,0661 | 0,0841 | 0,1108 | 0,1353 | 0,1672 |

Хлороформ утворює азеотропні суміші з рядом розчинників. Склад азеотропів та їхні температури кипіння можна знайти в таблиці:
| Азеотропи з різними розчинниками |      |         |        |            |        |           |                      |                 |             |            |          |
| Розчинник                        | вода | метанол | етанол | 2-пропанол | ацетон | 2-бутанон | діізопропіловий етер | тетрагідрофуран | метилацетат | етилацетат | н-гексан |
| Вміст хлороформу / %             | 97   | 87      | 93     | 96         | 78     | 17        | 36                   | 66              | 77          | 28         | 83       |
| Температура кипіння / °С         | 56   | 53      | 59     | 61         | 64     | 80        | 71                   | 73              | 78          | 78         | 60       |

### Хімічні властивості
В присутності лугів хлороформ утворює дихлорокарбени, які згодом можуть буди використані в реакціях циклопропанування. Реакція Фріделя-Крафтса між хлороформом і бензеном утворює трифенілметан.
У присутності кисню і світла хлороформ розпадається, утворюючи фосген, хлор і хлорид водню. Тому комерційний хлороформ містить 0,5-1,0 % етанолу в якості стабілізатора, щоб нейтралізувати випадкові сліди фосгену.
Інша небажана реакція хлороформу може протікати в присутності ацетону: ці дви речовини в результаті дуже бурхливої реакції утворюють 1,1,1-трихлоро-2-метил-2-пропанол (α,α,α-трихлоро-трет-бутанол).:
Можливість цієї реакції є однією з причин, чому відходи хлорованих й нехлорованих розчинників слід збирати в окремі контейнери.

## Використання
Хлороформ чудово розчиняє багато органічних матеріалів, але внаслідок його високої токсичності перевага все більше віддається дихлорометану. Промислове споживання хлороформу (до 90 %) наразі іде на виробництво монохлородіфторометану (фреон 22).
Дейтерохлороформ (CDCl3) один з найбільш вживаних розчинників для спектроскопії ядерного магнітного резонансу.

## Токсичність
Рвотні позови, запаморочення, мігрень, втома — перші ознаки отруєння хлороформом. При подальшому впливі на організм, хлороформ викликає хвороби печінки і нирок, а у вагітних жінок можливі викидні. Негативно впливає на нервову систему. При вдиханні у великій кількості можлива зупинка дихання.
Хлороформ підозрюється в канцерогенності.

## Дейтерохлороформ

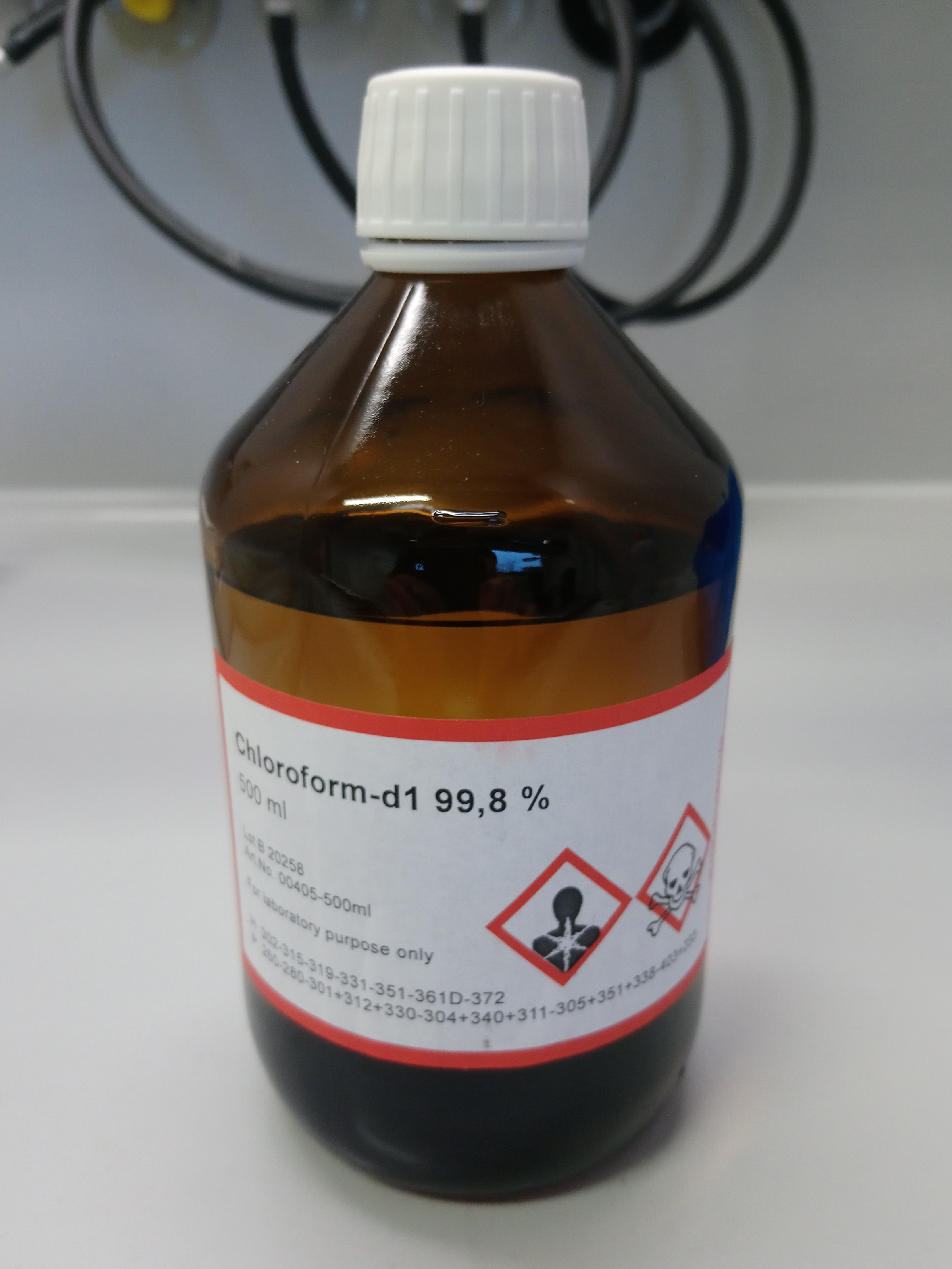
Дейтерований хлороформ — один із типових розчинників в ЯМР спектроскопії.

Дейтерований хлороформ (емпірична формула: CDCl3, CAS-№: 865-49-6), який також називають дейтерохлороформом, використовується як розчинник в ядерній магнітно-резонансній спектроскопії (ЯМР); він є найдешевшим із дейтерованих розчинників, що зумовило його широке використання. Синтез здійснюється шляхом взаємодії кальцієвої солі трихлороцтової кислоти з важкою водою:
{\displaystyle {\ce {(Cl3CCOO)2Ca\ + D2O -> 2CDCl3\ + CaCO3\ + CO2}}}
На 1H ЯМР спектрі хлороформ-d дає синглет із хімічним зсувом δ 7.26 ppm; на 13С ЯМР можна побачити триплет на δ 77 ppm.
Фізичні властивості хлороформу-d дещо відрізняються від недейтерованої сполуки:
- Температура плавлення: -64 °C
- Температура кипіння: 60,9 °C
- Густина: 1,5 г/см³ (25 °С)
- Коефіцієнт заломлення: 1,444 (20 °C)